# Salon international de l'automobile de Genève 2009
Le Salon international de l'automobile de Genève 2009 est un salon automobile qui s'est  tenu du 5 mars au 15 mars 2009 à Genève. Il s'agit de la 79e édition internationale de ce salon, organisé pour la première fois en 1905. 120 nouveautés y sont présentées par 55 constructeurs.

## Enjeux

### L'automobilelow-costface à la crise

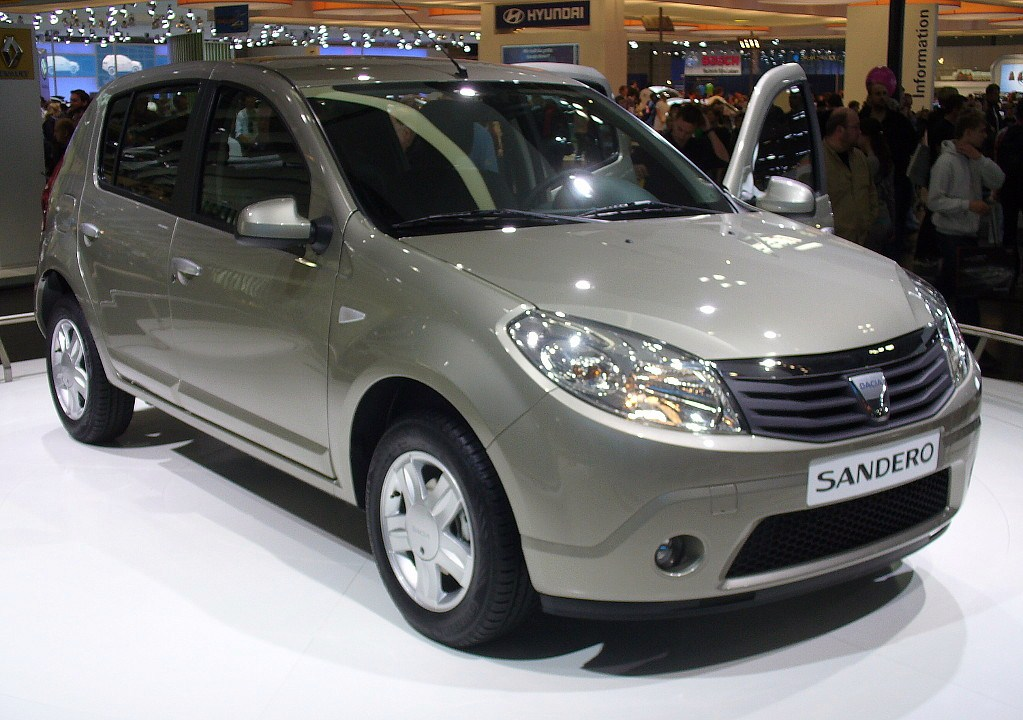
Une Dacia Sandero, nouvelle automobile low-cost du groupe Renault.

Le secteur industriel automobile demeure marqué par la crise débutée en juillet 2007, « une crise sans précédent ». Les marchés automobiles chutent, pour le mois de février, dans de nombreux pays européens : de 48,8 % en Espagne, de 24,5 % en Italie et de 13,1 % en France. Néanmoins, les constructeurs semblent confiants en un avenir meilleur. 85 nouveautés sont présentées en première mondiale et l'ensemble des marques automobiles sont présentes, contrairement au précédent Salon de Détroit tenu en janvier, où Ferrari, Land Rover, Mitsubishi, Nissan et Porsche avaient préféré s'abstenir. Rolf Studer, commissaire général du salon, pense d'ailleurs qu'il « est particulièrement important que l'industrie automobile montre aux clients ce qu'elle est capable de réaliser malgré la crise financière ».
L'automobile est certes globalement en crise, mais certains secteurs comme les automobiles low-cost sont à l'inverse en forte hausse. Les commandes d'automobile Dacia ont été multipliées par cinq sur le mois de février. Patrick Pelata, numéro deux du groupe Renault dont Dacia est une filiale, constate que « la dépense des ménages pour l'automobile stagne voire diminue. Cela signifie soit qu'ils ont moins d'argent, soit qu'ils veulent en affecter moins à l'automobile. » C'est donc dans cette optique de ventes que de nombreux constructeurs se lancent.

### L'électricité, solution technique anti-pollution

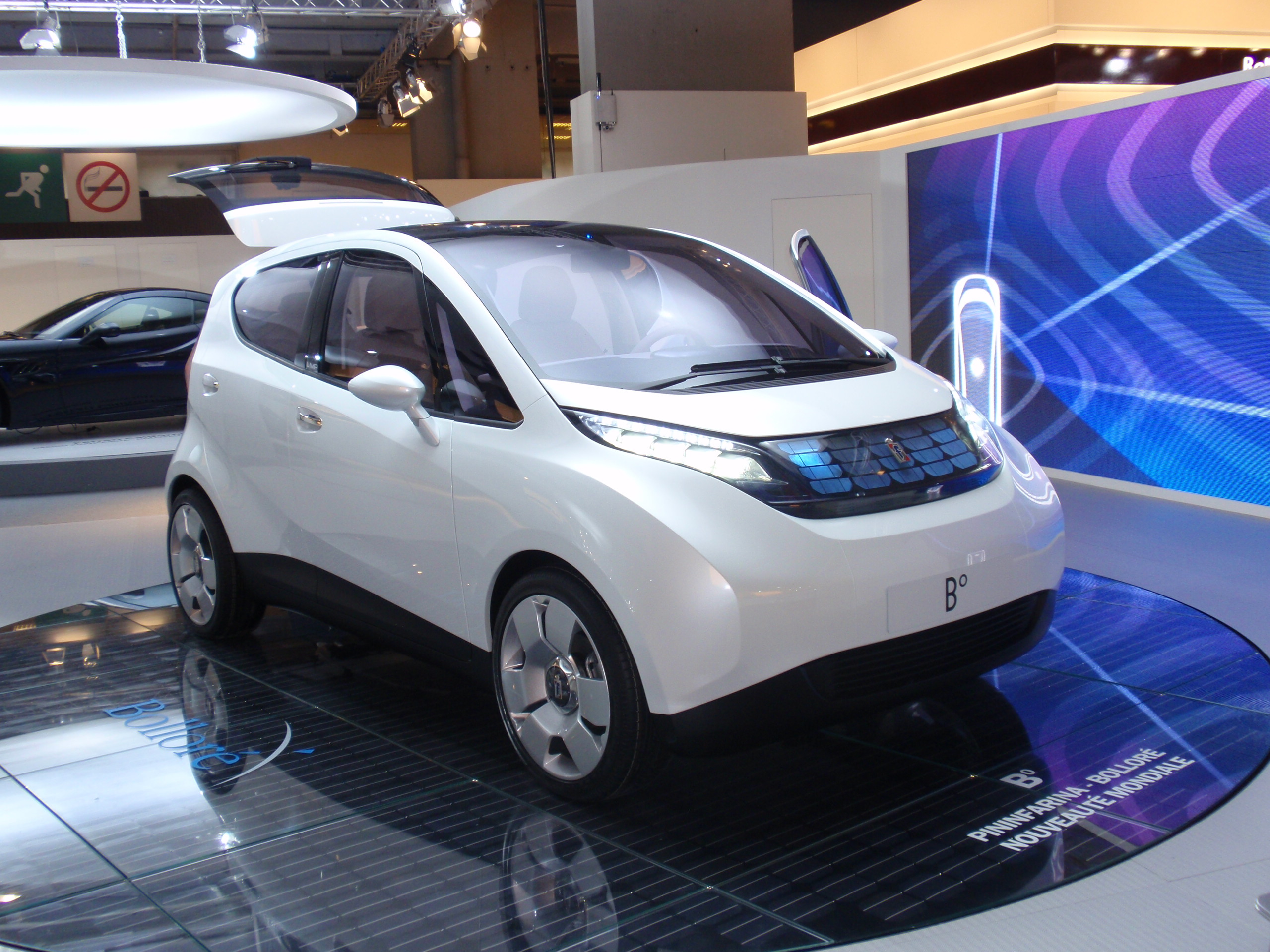
L'Étude Pininfarina-Bolloré B0, voiture entièrement électrique.

Comme le Mondial de l'automobile de Paris 2008, le salon de Genève 2009 s'affirme comme un salon écologique. D'ailleurs, Martin Winterkorn, président de Volkswagen, déclare que « l'avenir est [au] vert » et que « l'écologie n'est pas une mode, mais une lame de fond » visant à combattre la crise. Hormis quelques véhicules hybrides prenant de plus en plus d'ampleur sur les salons, notamment la troisième génération de Toyota Prius, les constructeurs se limitent à la réduction des émissions de CO2 de leurs moteurs thermiques.
L'automobile tout électrique semble par ailleurs se concrétiser. La Bolloré Bluecar, également connue sous le nom de Blue Car, du groupe Bolloré, développée en coopération avec Pininfarina, est officiellement disponible en pré-réservation, et sera livrée à partir de 2010. Il s'agit de la première automobile moderne électrique, qui laisse présager le futur du parc automobile mondial. Le groupe annonce une autonomie de 250 km grâce à des batteries au lithium polymère et non au lithium-ion, solution technique adoptée par beaucoup d'autres constructeurs.

### Le vert, couleur omniprésente
Le vert, couleur de l'écologie, imprègne la plupart des automobiles développées par les constructeurs, mais également le salon en lui-même. En effet, pour la première fois, un salon automobile consacre une zone entière de son espace pour y installer un « Pavillon vert », tel qu'il est appelé au Salon de Genève. Il s'agit d'un lieu - dans le hall 3 - dédié uniquement aux technologies dites « propres » : électricité, biocarburant ou encore hydrogène.
Ce pavillon est l'occasion pour des « entreprises reconnues et hautement qualifiées, mais aussi des start-up spécialisées et des hautes écoles, de présenter dans un cadre global spécifique, les derniers fruits de leurs recherches au grand public, mais aussi de nouer des contacts avec les constructeurs d’automobiles ». La société lyonnaise MCE-5 présente ainsi au salon, le résultat du développement d'un moteur à taux de compression variable. Ce moteur présente l'avantage de diminuer la consommation et les émissions de CO2 « sans préjudice pour les performances et l’agrément de conduite ».

## Fréquentation
Malgré la crise du secteur automobile, le salon de Genève affiche près de 648 000 visiteurs sur dix jours de présentation, soit une légère baisse de 9,3 % par rapport à l'année précédente. Il n'en demeure pas moins que le salon fait partie des cinq salons majeurs approuvés par l’Organisation internationale des constructeurs automobiles (OICA). Rolf Studer, directeur du salon, conclut que « la fréquentation, la bonne ambiance et la satisfaction des exposants sont la preuve que le Salon de l'automobile a sa raison d'être et intéresse le public, même quand les temps sont durs,. »

## Lesstarsdu salon

### Citroën DS Inside

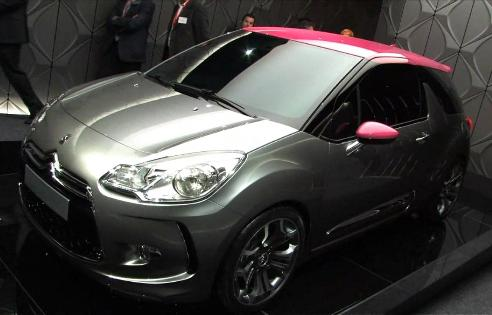
Le concept Citroën DS Inside.

La Citroën DS Inside, présentée en avant-première au salon de Genève, n'est pas une nouvelle automobile reprenant le nom de la Citroën DS des années 1950, mais bien un concept car préfigurant le haut de gamme de la future Citroën C3, dénommée DS3. Présenté dans une version quelque peu différente des photos publiées sur la DS3 quelques jours avant le salon - le toit et les rétroviseurs sont tout particulièrement visibles dans une couleur rose clair - ce concept laisse présager quelles seront les lignes des futurs modèles et notamment de la gamme DS, pour « Different Spirit », qui intégrera la DS3 mais également une DS4 et une DS5, versions luxueuse des Citroën C4 et C5. Olivier Henry, responsable Positionnement Nouveaux Projets Citroën, considère que les lignes de cette future DS3 « parlent de désir, de bout en bout. La Citroën DS3 ne sacrifie rien des sensations automobiles, du plaisir de conduire. Elle esquisse également une alternative séduisante au regard des prix de plus en plus inaccessibles des produits Premium de la concurrence ». D'ailleurs, selon un sondage réalisé par Auto News pour élire la « star du salon », la DS Inside rassemble 50 % des votes.

### Renault Mégane RS

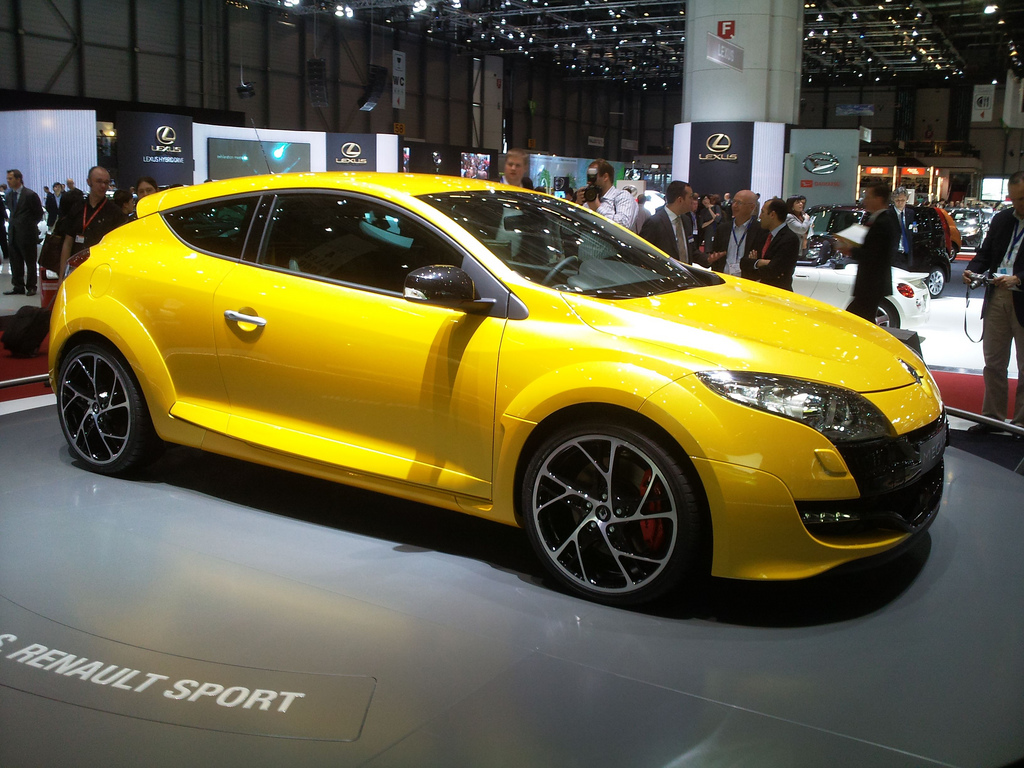
La Renault Mégane III version RS.

Après avoir présenté au Mondial de l'automobile de Paris 2008 la nouvelle Mégane III, berline et coupé, Renault dévoile cette fois-ci la version sportive, la Mégane RS. Présentée dans l'habituelle couleur « jaune Trophy » des automobiles siglées Renault Sport, cette nouvelle version de la Mégane RS développe, grâce à son moteur essence 4 cylindres de 2 L 16V issu de la précédente Mégane R26.R, 250 ch à 5 500 tr/min et 340 N m dès 3 000 tr/min. Certains la considèrent comme une rivale toute désignée de la Ford Focus RS pourtant dotée de 300 ch.
D'un point de vue esthétique, la nouvelle Mégane reprend les lignes du coupé en y intégrant deux bandeaux de LED dans la partie inférieure de la calandre pour un éclairage de jour, ainsi que des jantes de 18 pouces et une sortie d'échappement centrale.

### Mercedes Classe E coupé

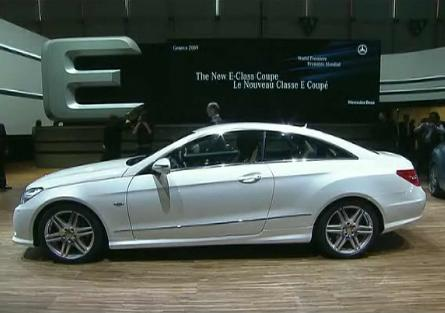
La Mercedes Classe E coupé.

À la suite du concept Mercedes Fascination dévoilé en octobre 2008 à Paris lors du Mondial de l'automobile, Mercedes présente la version de série, la Mercedes Classe E coupé. Abandonnant la dénomination CLK, cette nouvelle Mercedes arbore un style nouveau à l'image des optiques de phares avant carrés et non plus ronds. La carrosserie opte pour un profil aérodynamique comme en témoigne le Cx de 0,24, le meilleur du segment.
De nombreuses technologies issues de la berline sont de même installées sur le coupé : la suspension pilotée « Agility Control », la détection de somnolence du conducteur. En nouveauté, elle reçoit la technologie « Dynamic Driving » octroyant la possibilité de régler le châssis en mode sport en appuyant sur un bouton. Plusieurs motorisations sont également disponibles dont la plus puissante est une version essence V8 de 388 ch. Dans l'objectif de rivaliser avec la concurrence et notamment l'A5 d'Audi et la Série 3 coupé de BMW, la Classe E coupé n'est disponible qu'à partir du mois de mai 2009.

### Audi TT-RS

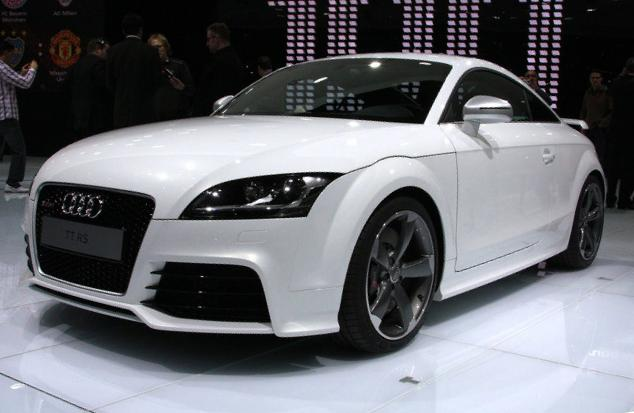
L'Audi TT-RS.

Audi présente une version suralimentée dénommée TT-RS. Propulsée par un cinq-cylindres - comme le fut l'Audi Quattro - d'une cylindrée de 2,5 L et équipée d'un turbocompresseur et d'une injection directe essence, la TT-RS affiche une puissance de 340 ch et 450 N m. Les performances du moteur se traduisent par un 0 à 100 km/h en 4,6 s.
L'esthétique n'en est pas pour autant délaissée, mais d'autant plus affirmée pour exprimer une sportivité accrue. Un imposant aileron arrière fait donc son apparition pour, outre le design, apporter un appui aérodynamique à haute vitesses. Un diffuseur arrière davantage prononcé intègre deux sorties d'échappement ovales. Les grandes prises d'air encadrées sont protégées par des grilles dont le dessin prend la forme de losanges. Les habituels phares de jour à LED ainsi que la calandre Single Frame sont également présents.

### Fiat 500C

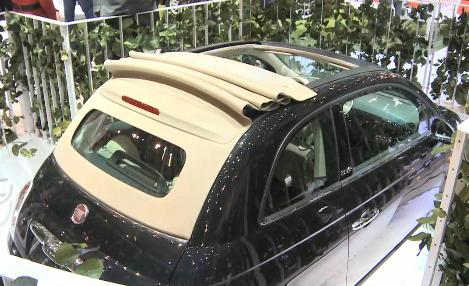
Fiat 500C pour Cabriolet.

Alors que la Mini du groupe BMW opte pour un système entièrement décapotable, la Fiat 500C (« C » pour « cabriolet ») présentée au salon conserve ses montants sur lesquels coulissent une capote en toile. Outre le fait que la petite Fiat conserve sa rigidité, le constructeur italien ajoute que « grâce à son innovante capote,  véritable « fenêtre ouverte sur le ciel », la nouvelle 500C garde les dimensions du modèle de base ».
L'écologie étant la toile de fond du salon, la Fiat 500C n'y échappe pas. Dans l'objectif de réduire les émissions de CO2, Fiat installe sur sa 500 un système Start & Stop, technologie déjà présente sur certains modèles de luxe d'autres marques.

### Alfa Romeo MiTo GTA Concept

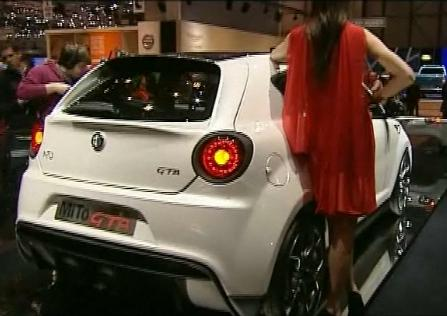
Alfa Romeo MiTo GTA Concept.

Alfa Romeo MiTo GTA, pour « Gran Turismo Allegerita », est annoncé depuis quelques mois déjà et c'est sous la forme d'un concept qu'Alfa Romeo présente ce à quoi elle ressemblera. C'est essentiellement d'un point de vue esthétique que la future GTA se distingue de la MiTo classique. L'avant demeure fidèle à la version de base hormis l'aileron plus prononcé. Néanmoins, c'est à l'arrière que la plus grande différence a lieu : un « énorme » diffuseur et une double sortie d'échappement centrale forgent le style. Des jantes de 19 pouces parachèvent la sportivité.
Mais la nouveauté qui intéresse les acheteurs est bel et bien le moteur, une évolution du nouveau quatre-cylindres turbo à injection directe 1750 TBI. La puissance développée est dès lors de 240 ch pour une puissance spécifique de 137,3 ch/l. La GTA profite également d'un système de suspension active inédit, développé en collaboration avec Magneti-Marelli, permettant de « compenser les transferts de charge en interagissant les suspensions avec les freins et la direction ».

### BMW Série 5 GT Concept

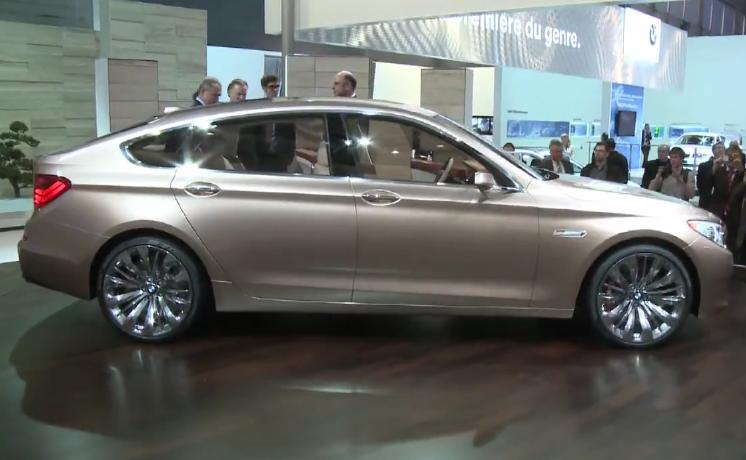
BMW Série 5 GT Concept.

La plupart des spécialistes automobiles s'accordent à dire que ce concept BMW préfigurant les prochaines BMW Série 5 F10 et F11, dénommé BMW Série 5 Gran Turismo Concept, est un « mélange des genres ». À la fois berline sur la taille, break sur le volume et sur la double ouverture du coffre (classique et avec un hayon), coupé sur le profil ou encore SUV sur la garde au sol, cette BMW étonne sans révolutionner le style.
Le communiqué officiel de BMW explique même que « la BMW Concept Série 5 Gran Turismo transpose les caractéristiques d’une grand tourisme classique à une quatre portes à quatre places ». Ce concept est la première expression de la mise en place de la politique PAS de BMW, pour « Progressive Activity Sedan ».

## Listes des nouvelles automobiles présentées

### Concept cars

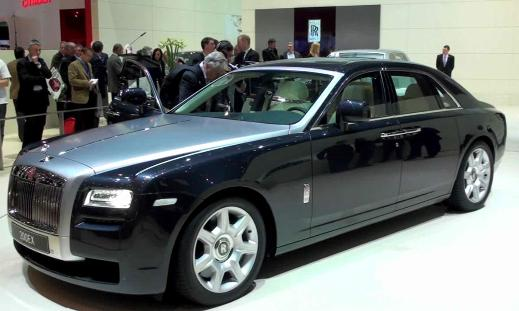
Rolls Royce 200EX Concept.

- Alfa Romeo Mito GTA Concept
- BMW Série 5 GT Concept
- Citroën DS Inside
- Dacia Duster
- Dodge Circuit EV
- Ford Iosis
- Ford Tourneo connect BEV Concept
- Hyundai Ix-ionic
- Infiniti Europe
- Lancia Delta HardBlack
- Nissan Cube
- Nissan Qazana
- Opel Ampera
- Rinspeed iChange
- Rolls Royce 200EX Concept
- Tata Nano
- Tata Prima
- Tata Indica EV

### Automobiles de série
- Alfa Romeo 159 Sportwagon
- Artega GT Roadster
- Aston Martin DBS Volante
- Aston Martin V12 Vantage
- Aston Martin Lagonda
- Audi A4 Allroad
- Audi A5/S5 Cabriolet
- Audi TT RS
- Bentley Continental Supersports
- Bitter Junior
- Bitter Vero Sport
- BMW Alpina B6 GT3
- BMW Alpina B7
- Brabus G V12 S Biturbo
- Bugatti Centenaire
- Cadillac SRX
- Chevrolet Spark
- Ferrari Handling GT Evoluzione package

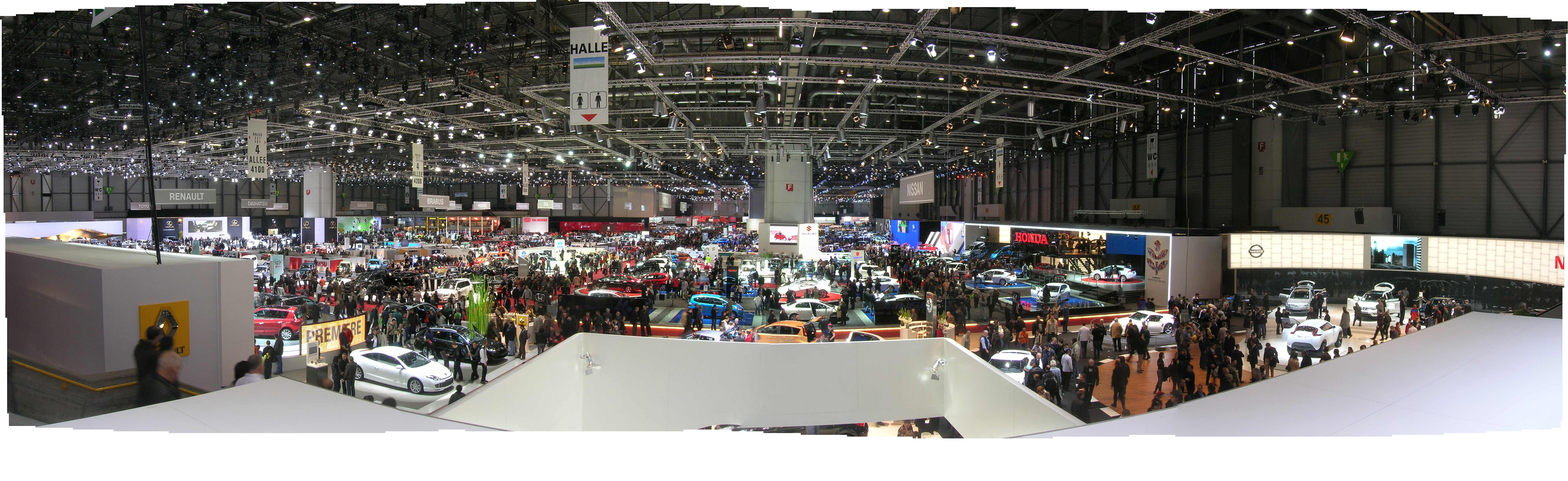
Vue panoramique du Salon

- Ferrari 599XX
- Fiat 500C
- Ford Ranger
- Lamborghini Murcielago LP670-4 SV
- Mazdaspeed 3
- Mercedes-Benz Classe E Coupé
- Mini Cooper S Convertible JCW
- Peugeot 3008
- Pininfarina-Bolloré B0
- Porsche 911 GT3 restylée
- Renault Clio III restylée
- Renault Clio III GT
- Renault Mégane III RS et Estate
- Renault Scénic III
- Saab 9-3X
- Škoda Yeti
- Suzuki Alto
- Toyota Verso
- Volkswagen Polo V
- Volvo S80
- Wiesmann MF4-S